# Mark Milley
Mark Alexander Milley (n. 20 iunie 1958, Winchester, Massachusetts, SUA) este un general american, președinte al Șefilor de Stat Major din 2019.